# Gmina Wleń
Die Gmina Wleń ['vlɛɲ] ist eine Stadt-und-Land-Gemeinde im Powiat Lwówecki der Woiwodschaft Niederschlesien in Polen. Ihr Sitz ist die gleichnamige Kleinstadt (deutsch Lähn) mit etwa 1750 Einwohnern.

## Geographie

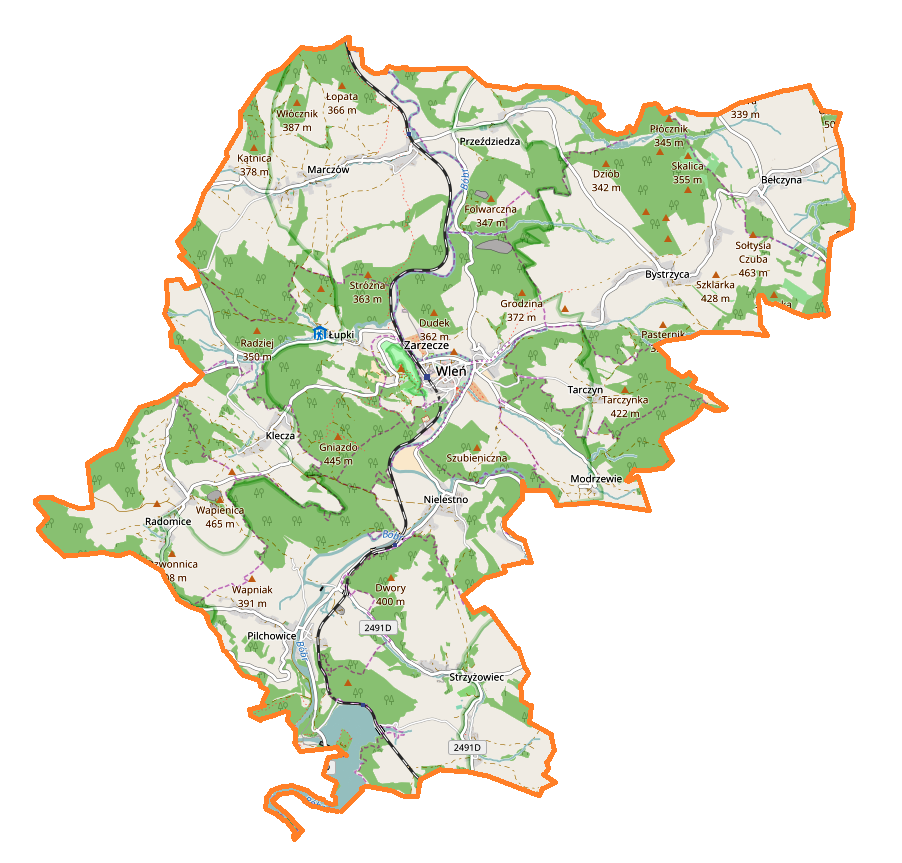
Karte der Gemeinde

Die Gemeinde liegt im Südwesten der Woiwodschaft. Nachbargemeinden sind Lwówek Śląski im Norden, Pielgrzymka im Nordosten, Świerzawa im Osten, Jeżów Sudecki im Süden und Lubomierz im Westen. Breslau liegt etwa 70 Kilometer nordöstlich, die Kreisstadt Lwówek Śląski (Löwenberg in Schlesien) acht Kilometer nordwestlich, Jelenia Góra (Hirschberg) zehn Kilometer südöstlich.
Die Gemeinde hat eine Fläche von 86 km², von der 55 % land- und 39 % forstwirtschaftlich genutzt werden. Die Region gehört zu Niederschlesien. Wichtigstes Gewässer ist der Bober (polnisch Bóbr), der bei Pilchowice (Mauer) an der Bobertalsperre zum Jezioro Pilchowickie aufgestaut wird. Daneben gibt es zahlreiche weitere Wasserläufe. Der Berg Wapienica ist mit einer Höhe von 465 m n.p.m. die höchste Erhebung auf Gemeindegebiet.

## Gliederung
Zur Stadt-und-Land-Gemeinde Wleń gehören neben der Stadt selbst zwölf Dörfer (deutsche Namen, amtlich bis 1945) mit Schulzenamt (sołectwo):
- Bełczyna (Süssenbach)
- Bystrzyca (Wiesenthal)
- Klecza (Ober Hußdorf, 1935–1945 Hußdorf)
- Łupki (Schiefer)
- Marczów (Märzdorf a. Bober)
- Modrzewie (Gießhübel)
- Nielestno (Waltersdorf)
- Pilchowice (Mauer)
- Przeździedza (Dippelsdorf)
- Radomice (Wünschendorf)
- Strzyżowiec (Tschischdorf)
- Tarczyn (Kuttenberg)

Der Ort Wleński Gródek (Lehnhaus) heißt heute Łupki-Zamek und gehört zum Schulzenamt Łupki. – Gościradz (Kleppelsdorf) gehört heute zur Stadt Wleń.

## Sehenswürdigkeiten und Baudenkmale
- Rathaus auf dem Marktplatz in Wleń
- Schloss Kleppelsdorf (Pałac Książęcy) aus dem 16. Jahrhundert  in Wleń
- Burg Lehnhaus (Zamek Wleński Gródek), Ruine aus dem 10. Jahrhundert bei Łupki
- Schloss Lehnhaus (Pałac Lenno) aus dem 16. Jahrhundert in Łupki
- Wehrkirche in Strzyżowiec
- Staumauer der Bobertalsperre bei Pilchowice

## Verkehr
Die Gemeinde wird von Powiatstraßen erschlossen, es bestehen keine Woiwodschaftsstraßen.
Die Bahnhöfe Wleń und Pilchowice Nielestno Towarowe sowie die Haltepunkte Pilchowice Zapora (am Stausee), Pilchowice Nielestno und Marczów liegen an der Bahnstrecke Jelenia Góra–Żagań (Hirschberg–Sagan), die in Ławszowa (Lorenzdorf) endet.
Der nächste internationale Flughafen ist Breslau.